# Ten Sharp
Ten Sharp ist eine niederländische Pop-Band, die im Herbst 1991 mit ihrem Hit You europaweite Erfolge feierte und damit zwar einen Evergreen geschaffen hat, international aber ein One-Hit-Wonder geblieben ist.

## Biografie
Ab dem Jahr 1985 erzielte die Band in ihrer Heimat bereits lokal Erfolge, u. a. mit When the Snow Falls, Last Words oder Japanese Love Song. Zu diesem Zeitpunkt bestand die Band aus drei Mitgliedern. Später verlegte sich der Bassist Ton Groen auf das Liederschreiben. Niels Hermes (Keyboard) und Marcel Kapteijn (Gesang) machten als Duo weiter und schufen 1991 mit dem Song You einen internationalen Hit (u. a. DE Platz 4, AT Platz 2, CH Platz 3, UK Platz 10). Die Nachfolgesingle Ain't My Beating Heart konnte jedoch den hohen Erwartungen des Publikums nicht gerecht werden.
2003 wurde das bis dato letzte Album veröffentlicht. Das Duo ist aber weiterhin regelmäßig live unterwegs, vornehmlich in den Niederlanden.

## Diskografie

### Alben
| Jahr | Titel                                     | Höchstplatzierung, Gesamtwochen, AuszeichnungChartplatzierungen (Jahr, Titel, Platzierungen, Wochen, Auszeichnungen, Anmerkungen) | Höchstplatzierung, Gesamtwochen, AuszeichnungChartplatzierungen (Jahr, Titel, Platzierungen, Wochen, Auszeichnungen, Anmerkungen) | Höchstplatzierung, Gesamtwochen, AuszeichnungChartplatzierungen (Jahr, Titel, Platzierungen, Wochen, Auszeichnungen, Anmerkungen) | Höchstplatzierung, Gesamtwochen, AuszeichnungChartplatzierungen (Jahr, Titel, Platzierungen, Wochen, Auszeichnungen, Anmerkungen) | Höchstplatzierung, Gesamtwochen, AuszeichnungChartplatzierungen (Jahr, Titel, Platzierungen, Wochen, Auszeichnungen, Anmerkungen) | Anmerkungen                                                                           |
| Jahr | Titel                                     | DE | AT | CH | UK | NL | Anmerkungen                                                                           |
| ---- | ----------------------------------------- | --- | --- | --- | --- | --- | ------------------------------------------------------------------------------------- |
| 1991 | Under the Water-Line                      | DE7 Gold · (27 Wo.)DE | AT9 (16 Wo.)AT | CH5 Gold · (22 Wo.)CH | UK46 (2 Wo.)UK | NL7 Platin · (39 Wo.)NL | Erstveröffentlichung: 2. April 1991 Charteintritt außerhalb der Niederlande erst 1992 |
| 1993 | The Fire Inside                           | DE81 (6 Wo.)DE | — | — | — | NL22 (17 Wo.)NL |                                                                                       |
| 1995 | Shop of Memories                          | — | — | — | — | NL37 (12 Wo.)NL |                                                                                       |
| 1996 | Roots Live                                | — | — | — | — | NL47 (7 Wo.)NL | Erstveröffentlichung: 2. November 1996 Livealbum                                      |
| 2000 | Everything & More – The Best of Ten Sharp | — | — | — | — | NL41 (5 Wo.)NL | Kompilation                                                                           |
| 2003 | Stay                                      | — | — | — | — | NL77 (2 Wo.)NL | Erstveröffentlichung: 1. März 2003                                                    |

### Singles
| Jahr | Titel Album                                  | Höchstplatzierung, Gesamtwochen, AuszeichnungChartplatzierungen (Jahr, Titel, Album, Platzierungen, Wochen, Auszeichnungen, Anmerkungen) | Höchstplatzierung, Gesamtwochen, AuszeichnungChartplatzierungen (Jahr, Titel, Album, Platzierungen, Wochen, Auszeichnungen, Anmerkungen) | Höchstplatzierung, Gesamtwochen, AuszeichnungChartplatzierungen (Jahr, Titel, Album, Platzierungen, Wochen, Auszeichnungen, Anmerkungen) | Höchstplatzierung, Gesamtwochen, AuszeichnungChartplatzierungen (Jahr, Titel, Album, Platzierungen, Wochen, Auszeichnungen, Anmerkungen) | Höchstplatzierung, Gesamtwochen, AuszeichnungChartplatzierungen (Jahr, Titel, Album, Platzierungen, Wochen, Auszeichnungen, Anmerkungen) | Anmerkungen                      |
| Jahr | Titel Album                                  | DE | AT | CH | UK | NL | Anmerkungen                      |
| ---- | -------------------------------------------- | --- | --- | --- | --- | --- | -------------------------------- |
| 1985 | Japanese Lovesong –                          | — | — | — | — | NL30 (4 Wo.)NL |                                  |
| 1991 | You Under The Water-Line                     | DE4 (40 Wo.)DE | AT2 (24 Wo.)AT | CH3 (32 Wo.)CH | UK10 (13 Wo.)UK | NL3 (11 Wo.)NL |                                  |
| 1992 | Ain’t My Beating Heart Under The Water-Line  | DE68 (8 Wo.)DE | — | CH31 (5 Wo.)CH | UK63 (2 Wo.)UK | NL32 (3 Wo.)NL |                                  |
| 1992 | Rich Man Under The Water-Line                | — | — | — | — | NL16 (7 Wo.)NL |                                  |
| 1993 | Dreamhome (Dream On) The Fire Inside         | DE52 (11 Wo.)DE | — | — | — | NL25 (4 Wo.)NL | Erstveröffentlichung: April 1993 |
| 1995 | After All the Love Has Gone Shop Of Memories | DE62 (6 Wo.)DE | — | — | — | — |                                  |
| 1995 | Feel My Love Shop Of Memories                | DE87 (6 Wo.)DE | — | — | — | — |                                  |

Weitere Singles
- 1985: When the Snow Falls
- 1986: Last Words
- 1987: Way of the West
- 1991: You & Ray (Promo)
- 1991: When the Spirit Slips Away
- 1993: Lines on Your Face
- 1993: Rumours in the City
- 1995: Shop of Memories
- 1996: Old Town
- 1996: Whenever I Fall
- 1996: Harvest for the World
- 1996: Howzat
- 2000: Beautiful
- 2000: Everything

## Auszeichnungen für Musikverkäufe
| Goldene Schallplatte - Finnland - 1992: für das Album Under the Water-Line - Schweden - 1993: für das Album Under the Water-Line |

Anmerkung: Auszeichnungen in Ländern aus den Charttabellen bzw. Chartboxen sind in ebendiesen zu finden.
| Land/RegionAuszeichnungen für Musikverkäufe (Land/Region, Auszeichnungen, Verkäufe, Quellen) | Gold     | Platin  | Verkäufe | Quellen           |
| -------------------------------------------------------------------------------------------- | -------- | ------- | -------- | ----------------- |
| Deutschland (BVMI)                                                                           | Gold1    | —       | 250.000  | musikindustrie.de |
| Finnland (IFPI)                                                                              | Gold1    | —       | 32.902   | ifpi.fi           |
| Niederlande (NVPI)                                                                           | —        | Platin1 | 100.000  | nvpi.nl           |
| Schweden (IFPI)                                                                              | Gold1    | —       | 40.000   | ifpi.se           |
| Schweiz (IFPI)                                                                               | Gold1    | —       | 25.000   | hitparade.ch      |
| Insgesamt                                                                                    | 4× Gold4 | Platin1 |          |                   |